# أرنولد جاكسون (لاعب كرة قدم أمريكية)
أرنولد جاكسون (بالإنجليزية: Arnold Jackson)‏ هو لاعب كرة قدم أمريكية أمريكي، ولد في 9 أبريل 1977 في جاكسونفيل في الولايات المتحدة.